# Sätertjärnen (Östervallskogs socken, Värmland, 661911-128109)
Sätertjärnen är en sjö i Årjängs kommun i Värmland och ingår i Göta älvs huvudavrinningsområde.